# Miroslav Malovrh
Miroslav Malovrh, slovenski pesnik, pisatelj, publicist, prevajalec, časnikar in urednik, * 17. oktober 1861, Ljubljana, † 7. marec 1922, Ljubljana.

## Življenje
Malovrh je študiral filozofijo v Zagrebu in Gradcu. Konec 80. let je postal urednik tržaškega humorističnega lista Jurij s pušo, od 1897 do 1918 pa urednik Slovenskega naroda. Bil je svobodomislec in zagovornik narodne ideje; kot časnikar je bil liberalno usmerjen. Bil je med ustanovitelji Društva slovenskih književnikov in časnikarjev in med pobudniki ustanovitve Narodne založbe v Ljubljani. Konec dvajsetih let je Malovrh težko zbolel. Zadnja leta življenja (1919–1922) je bival v umobolnici na Studencu pri Ljubljani. Vzrok njegove smrti so bile posledice progresivne paralize.

## Delo
Leta 1880 je izdal zbirko Pesni, v kateri se kaže Heinejev vpliv. Za Slovenski narod je pisal politične članke in feljtone. Njegove izvirne povesti so v knjižni obliki izšle pri Narodni založbi. Povesti so snovno in jezikovno neizdelane, večinoma zgodovinske z viteško, piratsko in ljubezensko vsebino ter z močnim liberalnim poudarkom.
Predvsem za Slovenski narod je prevajal iz francoščine (Maupassant), italijanščine in ruščine (Turgenjev, Faust, Nov). Prevedel in priredil je tudi za svoje čase izredno popularen kolportažni roman, ki je pod naslovom Tolovajski poglavar Črni Jurij in njegovi divji tovariši izhajal v letih 1903–1905 pri ljubljanski založbi Fischer. 
Večinoma je svoja dela izdajal pod psevdonimi: Fr. Remec, Zvonimir Šepetavec, Tinček Hudaklin in Franjo Lipič.

### Poezija
- Pesni (COBISS)

### Proza
- Opatov praproščak (COBISS)
- Kralj Matjaž (COBISS)
- Na devinski skali (COBISS)
- Zaljubljeni kapucin (COBISS)
- Strahovalci dveh kron (COBISS)